# Red Alert (группа)
Red Alert — британская панк/oi!-группа, образовавшаяся в Сандерленде, Англия, в мае 1979 года. Red Alert выпустили семь студийных альбомов; песни группы включались в известные компиляции, в частности, Punk and Disorderly (Abstract Records, 1981), Carry On Oi! (Secret Records, 1981), Oi! Against Racism (Havin' A Laugh Records, 1996). Три релиза группы входили в UK Indie Chart; наивысшего места здесь (#7, 1982) достиг Take No Prisoners EP.

## История группы
Первый состав Red Alert — Стив Смит (англ. Steve 'Cast Iron' Smith, вокал), Тони ван Фрейтер (англ. Tony Van Frater, гитара), Гэз Стюарт (англ. Gaz Stuart, бас-гитара) и Дона (англ. Dona, ударные) — дебютировал летом 1989 года на карнавале в Сандерленде, отыграв сет, составленный в основном из каверов Clash и UK Subs. К осени группа подготовила свою первую демо-плёнку, которая и стала её первым релизом, Third And Final EP, выпущенным на собственные сбережения. Было отпечатано лишь 250 экземпляров, которые продавались концертах и у музыкальных магазинов.
После выхода дебюта сменился ударник: в группу пришёл Митч (англ. Mitch). Записав вторую демоплёнку, «In Britain», Red Alert предоставили два трека для компиляции Carry On Oi!: «SPG» и «We’ve Got The Power», из которых включена в сборник была первая.
По совету Гарри Бушелла группа отправила дебютный EP и две демо-плёнки в No Future Records и уже через неделю подписала с лейблом контракт. В течение двух следующих лет здесь вышли пять релизов: In Britain EP (три песни), Take No Prisoners EP (3 песни), полноформатный дебют We’ve Got The Power LP, сингл «City Invasion» и 12-дюймовый мини-альбом There’s A Guitar Burning (6 песен). Эти два года прошли в непрерывных гастролях по Британии.

### Распад и воссоединение
После выхода Guitar Burning EP, последнего для No Future Records, в группу пришёл новый барабанщик Мэтти Форстер (англ. Matty Forster). Однако к этому моменту в группе возникли проблемы личного толка: часть музыкантов испытала разочарование общим состоянием дел на британской панк/oi!-сцене, другие ощутили необходимость погрузиться в семейную жизнь.
Группа распалась. Стив ушёл из музыкального бизнеса: его главным занятиями стали (согласно биографии на www.punkoiuk.co.uk) «пьянство и пул». Тони ван Фрейтер вошёл в гастрольный состав группы Red London, куда вскоре вошёл и Мэтти. Гэз также остался на сцене, играя в любительском коллективе, исполнявшем старые хиты в рабочих клубах.
К 1989 году участники Red Alert снова стали собираться вместе — в новом сандерлендском клубе The Kazbah. В начале 1990 года воссоединённый квартет дал свой первый концерт — вместе с Red London и Attila The Stockbroker. Успех вдохновил их на реюнион. Место Гэза в составе занял Том Спенсер (англ. Tom Spencer).
В августе 1990 году вместе с Red London группа провела свои первые гастроли во Франции и Швейцарии. В ходе европейской поездки Том покинул состав и его заменил Гэз Стокер (англ.  Gaz Stoker), участник Red London. В числе нескольких барабанщиков, сотрудничавших с группой, был Кейт 'Стикс' Уоррингтон (англ. Keith 'Stix' Warrington), известный по работе с Angelic Upstarts и Cockney Rejects.
В 1992 году группа записала альбом Blood, Sweat 'N' Beers, вышедший на германском лейбле Nightmare Records. Год спустя последовал Beyond The Cut (Nightmare/Knockout Records). Всё это время группа непрерывно гастролировала по странам Европы. Турне 1994 года за ударными в составе группы отыграл Джон Форстер (брат Мэтти). В мае того же года группа провела американское турне. Здесь за ударными был Лэйни (англ. Lainey) из группы Leatherface. На Лонг-Айленде в ходе совместных сессий был записан сплит с The Templars, вышедший под заголовком Super Yobs. По возвращении в Британию группой были выпущены два EP: Street Survivors и Drinkin' With Red Alert. В августе в Red Alert пришёл новый барабанщик Иэн, который и остался её постоянным участником. С ним в 1996 году был записан альбом Breakin' All The Rules, вышедший на Dojo Records.
Вместо покинувшего группу Гэза Стокера был приглашен Гэз Стюарт. Вскоре послу выпуска пластинки в группу вернулся Лэйни — теперь в качестве бас-гитариста. Стив, Тони Иэн и Лэйни в 1998 году записали альбом Wearside (PlasticHead Records), релиз которого в 1999 году совпал с выпуском сборника Red Alert- The Rarities на Captain Oi! Records, где были собраны двадцать ранее неиздававшихся песен.
В последующие году группа выпустила несколько синглов на разных лейблах; она продолжает гастролировать по сей день. В 2000 году вышла книга Кида Стокера «Red Alert — The Story So Far».

## Дискография

### Синглы и EP (7")
- Third And Final EP (Guardian Records) 1980
- In Britain EP (No Future Records) 1982
- Take No Prisoners EP(No Future Records) 1982
- «City Invasion» (No Future Records) 1983
- We’ve Got The Power EP Live In Mondreagon (Capita Swing Records) 1992
- Border Guards EP (Combat Rock Records, 1994, перевыпуск дебютного EP Third & Final с изменённым заголовком).
- Drinkin' With Red Alert / Street Survivors (двойной EP, Nightmare Records / Knockout Records) 1994
- «Visca El Barca» (Plastic Disk Records) 1996

### 12" EP
- There’s A Guitar Burning EP (No Future Records) 1983

### Альбомы
- We’ve Got The Power (No Future Records LP, CD) 1983
- Blood, Sweat 'N' Beers (Nightmare Records LP, CD 1992
- Beyond The Cut (Nightmare Records / Knockout Records LP) 1993
- Drinkin' With Red Alert (Nightmare Records / Knockout Records CD) 1994
- Red Alert Oi Singles Collection (Captain Oi! Records CD) 1995
- Breakin' All The Rules (Dojo Records CD) 1996
- Rebels In Society (Get Back Records CD) 1997
- Red Alert (The Rarities) (Captain Oi! Records CD) 1999
- Wearside (Plastic Head Records CD) 1999
- Best Of (Captain Oi! Records CD) 2000

### Компиляции (избранное)
- Punk And Disorderly (Abstract Records) 1981
- Carry On Oi! (Secret Records) 1981
- Kid On The Streets (Bird Records) 1993
- Super Yobs (сплит с The Templars) (Vulture Records) 1994
- LA Compilation (Combat Rock Records) 1995
- Knock Out In The 1st Round (Knockout Records) 1995
- Oi! The Rarities Vol 1 (Captain Oi! Records) 1995
- No Future Collection Vol 2 (Anagram Records) 1995
- Oi! Against Racism (Havin' A Laugh Records) 1996
- War is Insanity (Knockout / Banda Bonnot Records) 1996
- On The Streets (We Bite Records) 1997
- We Are The Firm (Cockney Rejects tribute) (1,2,3,4 Records) 1998
- We Are The Peop (Angelic Upstarts tribute) (Knockout Records) 1998
- Voice Of A New Generation (Blitz tribute) (Plastichead Records) 1999[3]